# Sixt Karl Kapff
Sixt Karl Kapff, född den 22 oktober 1805 i Güglingen, död den 1 september 1879 i Stuttgart, var en tysk evangelisk präst. 
Kapff tjänstgjorde 1833–43 som präst i den pietistiska friförsamlingen i Kornthal, men återgick 1843 till den evangeliska landskyrkan som dekan i Münsingen (Donaukretsen) och blev 1850 "prelat" (generalsuperintendent) i Reutlingen samt 1852 predikant vid stiftskyrkan i Stuttgart. Kapffs teologiska ståndpunkt var avgjort luthersk-ortodox, i den äldre Tübingenskolans supranaturalistiska anda, varför även den hegelska filosofin och den nya Tübingenskolan i honom fann en bestämd motståndare. Men Kapff var tillika genomträngd av den specifikt württembergska pietismen och dess kiliastiska åskådningssätt. "Framför allt som predikant och själasörjare hade han ett utomordentligt inflytande och stort förtroende vida omkring i Württemberg", skriver Gustaf Aulén i Nordisk familjebok.
Kapff utgav åtskilliga andaktsböcker, som vann stor spridning, och bland vilka kan nämnas Gebetbuch (1835; 18:e upplagan 1877; "Bönebok", 1858), Communionbuch (1840; 22:a upplagan 1876; "Nattvardsbok", 1857; 3:e svenska upplagan 1874) samt flera predikosamlingar, bland dem 80 Predigten über die alten Episteln ("Kapffs epistelpostilla", 1864–65). Bland övriga skrifter av Kapff märks Warnung eines Jugendfreundes vor dem gefährlichsten Jugendfeind et cetera (1841; 13:e upplagan 1880; "Sjelfbefläckelsen, dess följder" et cetera 1860; 7:e svenska upplagan: "En ungdomsväns varning för ungdomens farligaste fiende, eller sjelfbefläckelsen" et cetera, 1877) och den prisbelönta tävlingsskriften Die Revolution, ihre Ursachen, Folgen und Heilmittel (1851; 2:a upplagan samma år; "Revolutionen i våra dagar" et cetera, samma år).